# Tricladida
I tricladi (Tricladida) sono un ordine di Turbellari, un gruppo di platelminti a vita libera, comunemente noti come planarie

## Classificazione
L'ordine Tricladida è suddiviso in 3 sottordini:
- Ordine Tricladida
  - Sottordine Maricola
    - Superfamiglia Cercyroidea
      - Famiglia Centrovarioplanidae
      - Famiglia Cercyridae
      - Famiglia Meixnerididae

    - Superfamiglia Bdellouroidea
      - Famiglia Uteriporidae
      - Famiglia Bdellouridae

    - Superfamiglia Procerodoidea
      - Famiglia Procerodidae

  - Sottordine Cavernicola
    - Famiglia Dimarcusidae

  - Sottordine Continenticola
    - Superfamiglia Planarioidea
      - Famiglia Planariidae
      - Famiglia Dendrocoelidae
      - Famiglia Kenkiidae

    - Superfamiglia Geoplanoidea
      - Famiglia Dugesiidae